# 방글라데시 주재 외국공관 목록

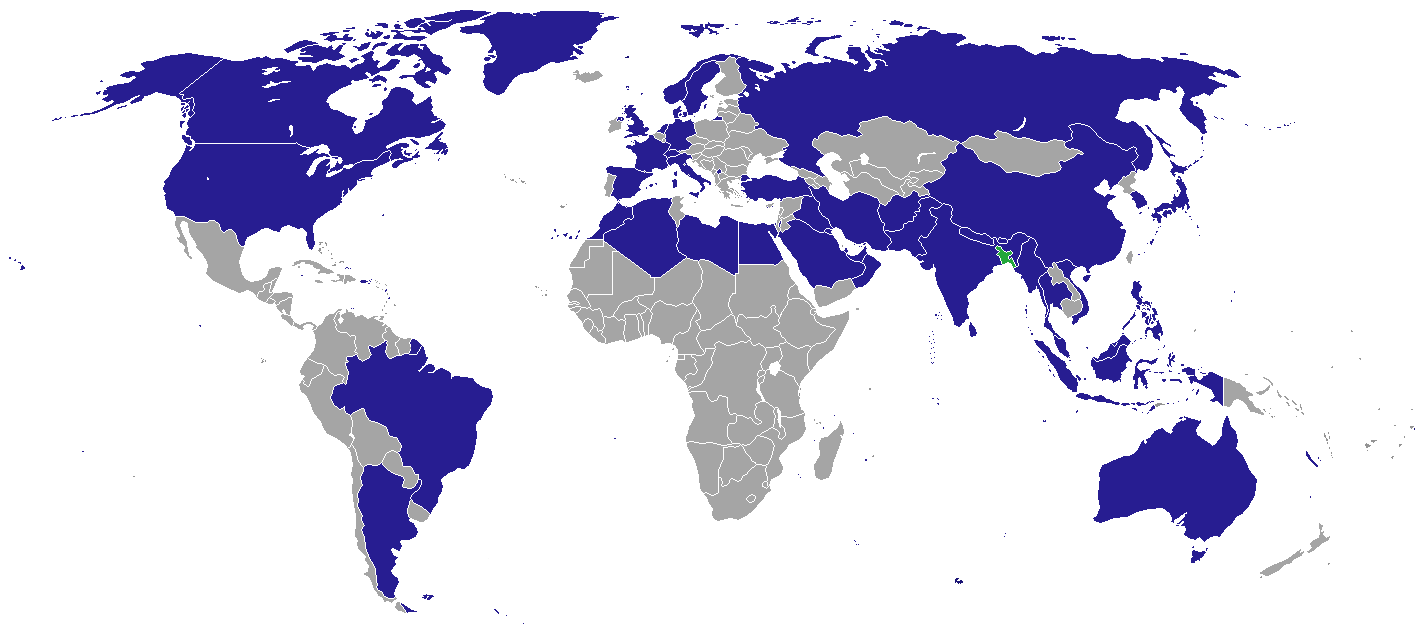
방글라데시에 설치한 외국공관들.

방글라데시 주재 외국공관 목록은 방글라데시에 주재하는 외국공관(대사관 및 영사관, 고등판무관 사무소 등)과 동시에 방글라데시와 외교관계는 수립했으나 방글라데시에 공관을 설치하지 않은 국가에 대해 다룬다. 수도 다카에 48개국 주재 대사관과 고등판무관 사무소가 있다.

## 대사관/고등판무관 사무소

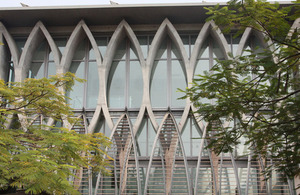
다카 주재 영국 고등판무관 사무소 전경.

다카
| - 아프가니스탄 - 오스트레일리아 - 부탄 - 브라질 - 브루나이 - 미얀마 - 캐나다 - 중국 - 덴마크 - 이집트 - 프랑스 - 독일 - 바티칸 시국 - 인도 - 인도네시아 - 이란 - 이라크 - 이탈리아 - 일본 - 조선민주주의인민공화국 - 대한민국 - 쿠웨이트 - 리비아 - 말레이시아 | - 몰디브 - 모로코 - 네팔 - 네덜란드 - 나이지리아 - 노르웨이 - 오만 - 파키스탄 - 팔레스타인 - 필리핀 - 카타르 - 러시아 - 사우디아라비아 - 싱가포르 - 스페인 - 스리랑카 - 스웨덴 - 스위스 - 태국 - 튀르키예 - 아랍에미리트 - 영국 - 미국 - 베트남 |

## 대표부
- 유럽 연합 (일반 대표부)

## 총영사관/영사관
치타공
- 인도
- 러시아
- 미국 (VPP)

라지샤히
- 인도

실렛
- 영국 (영사 사무소)
- 미국 (VPP)
- 캐나다 (VPP)
- 태국 (VPP)

## 비상주공관
대사관 또는 고등판무관 사무소의 관할지가 뉴델리, 인도:
- 아르헨티나
- 오스트리아
- 벨기에
- 캄보디아
- 칠레
- 콜롬비아
- 쿠바
- 키프로스
- 체코
- 핀란드
- 그리스
- 과테말라
- 아이슬란드
- 아일랜드
- 리투아니아
- 모리셔스
- 멕시코
- 뉴질랜드
- 파라과이
- 페루
- 폴란드
- 포르투갈
- 세르비아
- 슬로바키아
- 남아프리카 공화국
- 시리아
- 탄자니아
- 우간다
- 예멘

대사관 또는 고등판무관 사무소의 관할지가 이슬라마바드, 파키스탄:
- 알제리
- 바레인
- 요르단
- 카자흐스탄
- 레바논
- 소말리아
- 수단
- 튀니지

대사관 관할지가 다른 도시에 상주공관을 두고 있는 곳:
- 자메이카 (베이징시)
- 몰타 (발레타)

## 같이 보기
- 방글라데시의 대외 관계
- 방글라데시의 재외공관 목록